# Norbert Kleinlein
Norbert Kleinlein (* 21. April 1945 in Burgellern) ist ein deutscher Bildhauer und Maler. Werke des Künstlers sind vor allem in Mainfranken zu finden. 

## Leben
Norbert Kleinlein wurde am 21. April 1945 im oberfränkischen Burgellern geboren, das später zu einem Gemeindeteil der Stadt Scheßlitz wurde. Er wuchs im nahen Bamberg auf. Mit dem Jahr 1951 zog die Familie ins unterfränkische Volkach um. Dort besuchte Kleinlein die Volksschule. Anschließend begann er 1960 eine Ausbildung an der Kunst- und Handwerkerschule in Würzburg. Dort gehörten die Künstler Richard Rother und Wolfgang Lenz zu seinen Lehrern.
Im Jahr 1962 war Kleinlein zunächst Schüler an der Werkkunstschule Augsburg, er plante Graphiker zu werden. 1964 war er allerdings Schüler des Bildhauers Robert Bauer-Haderlein in Bamberg. Während der Ausbildung stand vor allem die Tätigkeit als Restaurator im Vordergrund. Nach Ende der Ausbildung wurde Norbert Kleinlein von der Bundeswehr eingezogen. Ab 1968 wirkte er als Mitarbeiter im Atelier des Würzburger Künstlers Karl Schneider.
Im Jahr 1970 machte sich Norbert Kleinlein mit einem eigenen Atelier in Volkach selbstständig. Zunächst waren seine Arbeiten Teil verschiedener Ausstellungen in Augsburg, Bamberg, München, Pommersfelden und Würzburg. Nach einem Wettbewerb zur Errichtung eines Denkmals für den Entdecker der X-Strahlen, Wilhelm Conrad Röntgen, der Kleinlein den 2. Preis gebracht hatte, beauftragte der Würzburger Verschönerungsverein den Künstler mit der Ausführung. Am 8. November 1970 wurde das Werk im Garten des Physikalischen Instituts am Röntgenring eingeweiht.
In den folgenden Jahren wurden Kleinleins Arbeiten mehrfach prämiert. 1981 erhielt er ein Stipendium der Cité International des Arts in Paris, 1984 folgte ein Stipendium für die Barkenhoff-Stiftung Worpswede. Kleinlein arbeitete 1989 in der Casa Baldi im italienischen Olevano als Arbeitsstipendiat für die Villa Massimo in Rom sowie 1991 und 2000 als Artist in Residence der Bemis Foundation in Omaha, Nebraska. Zusammen mit seiner Frau Heike, die als Keramikerin arbeitet, bewohnt Kleinlein heute den Künstlerhof im Schweinfurter Stadtteil Oberndorf.

## Werke (Auswahl)
Norbert Kleinlein schuf vor allem in den 1970er und 1980er Jahren Skulpturen für den öffentlichen Raum. Später entstanden Installationen und Zeichnungen zumeist in Form von Bilderserien. Kleinleins Werke sind von einer düsteren Farbgebung geprägt. Daneben spielt der menschliche Körper und seine Einzelteile eine große Rolle innerhalb der Arbeiten des Künstlers. Neben Einzelausstellungen entstanden auch Kooperationen mit seiner Ehefrau, die vor allem als Keramikerin tätig ist. Kleinlein stellte in Galerien und Sammlungen in Europa und Amerika aus.

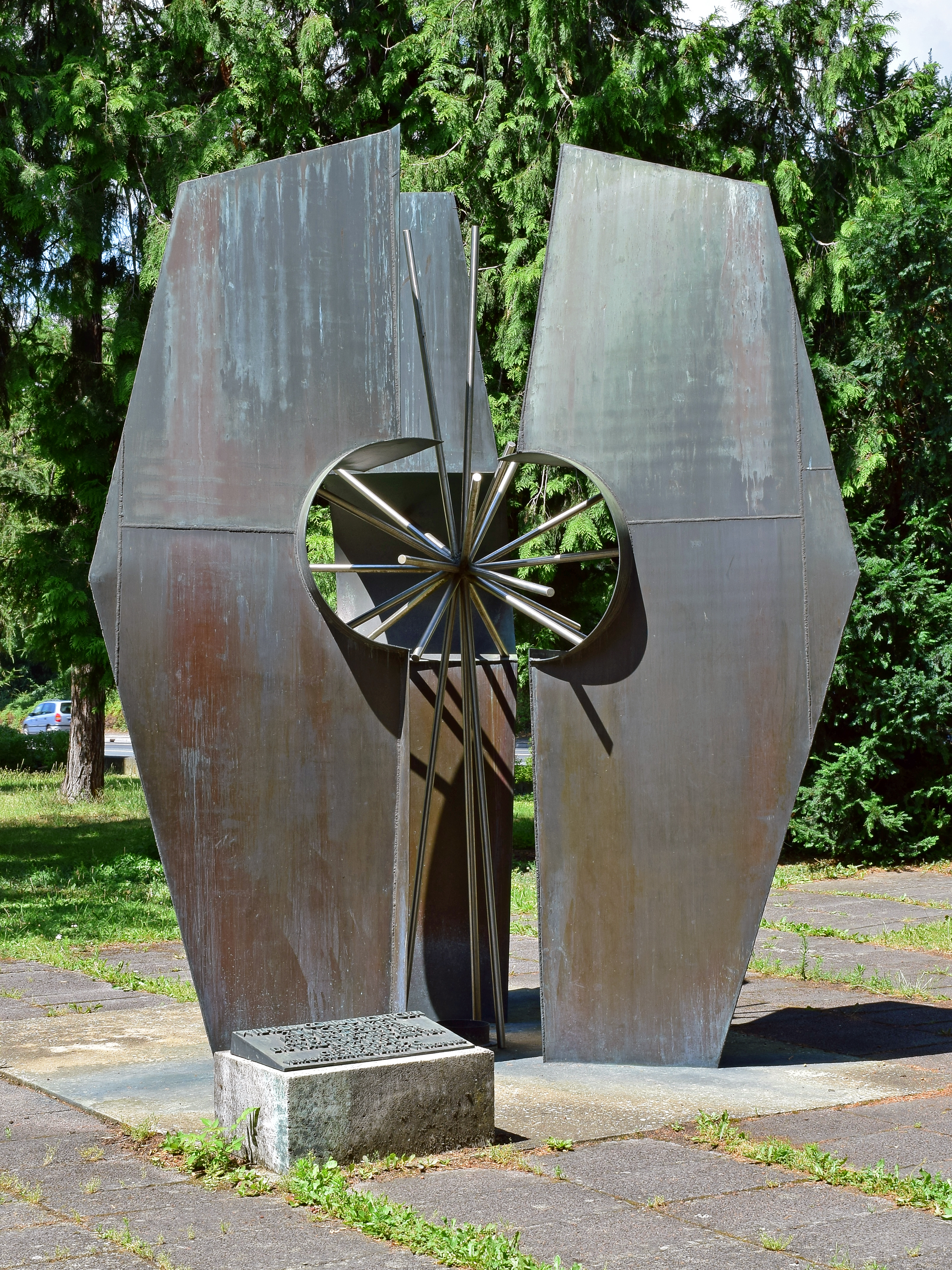
Röntgen-Denkmal in Würzburg

### Einzelausstellungen
- 1980, Pilatushaus, Nürnberg
- 1983, Kunsthaus, Nürnberg
- 2006, Kunstmuseum Erlangen „Aus dem Fensterzyklus II“, Erlangen
- Kunstverein Schweinfurt, Schweinfurt
- Galeria Nothburga, Innsbruck

### Arbeiten in öffentlichen Sammlungen
- Bayerische Staatsgemäldesammlungen, München
- Museum Niederösterreich, St. Pölten
- Städtische Museen und Galerien, Schweinfurt
- Museum im Kulturspeicher, Würzburg
- Württembergisches Landesmuseum, Stuttgart
- Diözesanmuseum, Würzburg

### Kunstwerke im öffentlichen Raum
- 1970, Röntgen-Denkmal, Physikalisches Institut Würzburg
- 1970, Kunst am Bau: Betonwand, Pfarrheim Volkach
- 1971, Keramikwand, ehemaliges Landratsamt, Brunnengasse 5, Gerolzhofen
- 1976, mehrere Kalksteinbildstöcke zur Flurbereinigung, Iphofen
- 1999, Volkacher Geschichtsbild, Oberer Markt Volkach

## Preise und Auszeichnungen
- 1983 Bayerischer Förderpreis für Bildhauer
- 1994 Award of the Association of Hungarian Fine Artists